# Viscum mysorense
Viscum mysorense är en sandelträdsväxtart som beskrevs av James Sykes Gamble. Viscum mysorense ingår i släktet mistlar, och familjen sandelträdsväxter. Inga underarter finns listade i Catalogue of Life.